# Bouc-Bel-Air
Bouc-Bel-Air é uma comuna francesa na região administrativa da Provença-Alpes-Costa Azul, no departamento de Bouches-du-Rhône. Estende-se por uma área de 21,75 km². Em 2010 a comuna tinha 15 085 habitantes (densidade: 693,6 hab./km²).